# Them Crooked Vultures
Them Crooked Vultures je rocková superskupina, která vznikla v roce 2009. Jejími členy jsou Dave Grohl, Josh Homme a John Paul Jones. O spolupráci a nahrání společného alba uvažoval Grohl již od roku 2005, kdy se o tom zmínil v tisku. Následně pak na své narozeninové oslavě lednu roku 2009 vzájemně představil dva zbývající členy formace. Trojice se zavřela do studia a v červenci začala nahrávat. V srpnu pak hráli první koncerty a následovalo turné po Evropě. Zaznamenali obrovské úspěchy a vyprodávali koncerty, i když album, které nese stejnojmenný název Them Crooked Vultures, vyšlo až v listopadu. Trojice v současnosti pracuje na dalším studiovém albu, které by mělo podle předpokladů vyjít koncem roku 2010.
TCV fungují souběžně s Grohlovou domovskou kapelou Foo Fighters i Queens of the Stone Age, domovskou kapelou Joshe Homma.

## Členové
- Josh Homme – zpěv, kytara
- John Paul Jones – basová kytara, klávesy, piano, mandolína, vokály
- Dave Grohl – bicí, vokály

Členové na koncerty
- Alain Johannes – kytara

## Diskografie
- 2009: Them Crooked Vultures